# Красноярский (Котельниковский район)
Красноярский — хутор в Котельниковском районе Волгоградской области. Административный центр Красноярского сельского поселения.
Население - 1501 (2010)

## История
Дата основания не установлена. Хутор относился к юрту станицы Верхне-Курмоярской.
Согласно Списку населённых мест Земли Войска Донского по сведениям за 1859 год в хуторе имелось 30 дворов, всего проживало 140 мужчин и 132 женщины. В 1873 году в хуторе имелось 54 двора, проживало 135 душ мужского и 165 женского пола.
Согласно данным первой Всероссийской переписи населения 1897 года в хуторе проживало 236 душ мужского и 234 женского пола.  Согласно алфавитному списку населенных мест Области войска Донского 1915 года в хуторе имелось 170 дворов, проживало 257 душ мужского и 306 женского пола, имелись хуторское правление
С 1935 по 1950 года хутор входил в состав Верхне-Курмоярского сельсовета Верхне-Курмоярского района Сталинградкого края (с 1936 года - Сталинградской области). В 1950 году включён в состав Котельниковского района (центр Красноярского сельсовета).

## Физико-географическая характеристика
До заполнения Цимлянского водохранилища хутор располагался на левом берегу Дона в 4 км к северу от станицы Верхне-Курмоярской. В настоящее время хутор расположен левом берегу Цимлянского водохранилища в пределах западной покатости Ергенинской возвышенности, между хуторами Нижнеяблочный и Чиганаки, на высоте около 40 метров над уровнем моря. Почвы каштановые солонцеватые и солончаковые.
По автомобильным дорогам расстояние до областного центра города Волгограда (до центра города) составляет 240 км, до районного центра города Котельниково - 44 км. 
Климат
Климат континентальный, засушливый, с жарким летом и относительно холодной и малоснежной зимой (согласно классификации климатов Кёппена - Dfa). Среднегодовая температура воздуха положительная и составляет + 9,0 °C. Средняя температура самого холодного января -6,0 °С, самого жаркого месяца июля +23,9 °С. Расчётная многолетняя норма осадков - 389 мм. В течение года количество осадков распределено относительно равномерно: наименьшее количество осадков выпадает в марте и октябре (по 25 мм), наибольшее количество - в июне и декабре (по 41 мм).
Часовой пояс
Красноярский, как и вся Волгоградская область, находится в часовой зоне МСК (московское время). Смещение применяемого времени относительно UTC составляет +3:00.

## Население
Динамика численности населения
| 1859 | 1873 | 1897 | 1915 | 2002 |
| ---- | ---- | ---- | ---- | ---- |
| 272  | 300  | 470  | 563  | 1616 |

| 2010 |
| ---- |
| 1501 |